# کمال‌الدین آرمین
کمال‌الدین آرمین (۱۴ آذر ۱۲۹۳ – ۱۱ خرداد ۱۳۷۴) پسر شیخ محمدرضا مجتهد قمی در تهران متولد شد.

## زندگی و تحصیلات
با اینکه در کودکی پدر و مادر خود را از دست داده بود توانست دوره متوسطه را ابتدا در دبیرستان تدین و سپس دبیرستان ثروت به پایان رساند و در سال ۱۳۱۳ وارد مدرسه طب شد. پس از فارغ‌التحصیلی در سال ۱۳۱۹ و اتمام دوره سربازی در فرودین ۱۳۲۲ به سمت دستیاری و رئیس درمانگاه (استادیار) مشغول کار شد در سال ۱۳۲۸ به دعوت آکادمی بین‌المللی پزشکی آمریکا عازم آن کشور شد. در دانشگاه جانز هاپکینز در گروه بافت پروفسور گای به مطالعه روی بیماری هوچکین پرداخت. در سال ۱۳۲۹ برای ادامه تحصیل به دعوت پروفسور ابرلین به کشور فرانسه عزیمت نموده و در انستیتو سرطان پاریس در گروه هماتولوژی بیمارستان به‌صورت بورسیه مدتی را به مطالعه مشغول شده و گزارش کار خود را تحت عنوان مطالعه بافت و آسیب‌شناسی گانگلیون در ۶۴ بیمار در انستیتو کانسر پاریس تنظیم و به دانشکده تسلیم کرد. در سال ۱۳۳۴با رای شورای دانشکده به استاد کرسی آسیب‌شناسی انتخاب شد در سال ۱۳۵۲ به دعوت شهربانی کل کشور و موافقت دانشگاه برای مدت دو سال مأمور به ایجاد آزمایشگاه تحقیقات جنایی شدند. هم‌چنین در اولین انتخابات سازمان نظام پزشکی تهران به عنوان نماینده پزشکان تهران انتخاب شد. موزه آسیب‌شناسی دانشکده پزشکی که در نوع خود بی نظیر می‌باشد توسط وی بنیانگذاری و ایجاد شد.
کمال‌الدین آرمین در سن ۸۱ سالگی درگذشت و در شهر قم به خاک سپرده شد.